# Coupe du monde de cricket de 1999
Navigation
Coupe du monde 1996 Coupe du monde 2003
La Coupe du monde de cricket de 1999 fut la septième édition de la coupe du monde de cricket. Elle s'est jouée du 14 mai au 20 juin 1999 en Angleterre  et Pays de Galles. Les 12 équipes engagées disputèrent un total de 42 matchs. Le tournoi a été remporté par l'Australie, qui a battu le Pakistan en finale.

## Équipes qualifiées
| Nations test (qualifiées d'office) - Afrique du Sud - Angleterre - Australie - Inde - Indes occidentales - Nouvelle-Zélande - Pakistan - Sri Lanka - Zimbabwe | Nations qualifiées grâce à l'ICC Trophy - Bangladesh - Écosse - Kenya |

## Déroulement

### Premier tour
Pour le premier tour, les douze équipes participantes furent séparées en deux groupes de sept équipes. Les trois premières équipes de chaque poule furent qualifiées pour le Super Six.
| Équipe                                                                    | Pts | J | V | T | D | NR | NRR   |
| ------------------------------------------------------------------------- | --- | - | - | - | - | -- | ----- |
| Afrique du Sud                                                            | 8   | 5 | 4 | 0 | 1 | 0  | 0.86  |
| Inde                                                                      | 6   | 5 | 3 | 0 | 2 | 0  | 1.28  |
| Zimbabwe                                                                  | 6   | 5 | 3 | 0 | 2 | 0  | 0.02  |
| Angleterre                                                                | 6   | 5 | 3 | 0 | 2 | 0  | -0.33 |
| Sri Lanka                                                                 | 4   | 5 | 2 | 0 | 3 | 0  | -0.81 |
| Kenya                                                                     | 0   | 5 | 0 | 0 | 5 | 0  | -1.20 |
| Légende : Points - Victoires - Ties - Défaites - No Result - Net Run Rate |     |   |   |   |   |    |       |

| Équipe                                                                    | Pts | J | V | T | D | NR | NRR   |
| ------------------------------------------------------------------------- | --- | - | - | - | - | -- | ----- |
| Pakistan                                                                  | 18  | 5 | 4 | 1 | 1 | 0  | 0.51  |
| Australie                                                                 | 16  | 5 | 3 | 0 | 2 | 0  | 0.73  |
| Nouvelle-Zélande                                                          | 16  | 5 | 3 | 0 | 2 | 0  | 0.58  |
| Indes occidentales                                                        | 14  | 5 | 3 | 1 | 2 | 0  | 0.50  |
| Bangladesh                                                                | 14  | 5 | 2 | 0 | 3 | 0  | −0.52 |
| Écosse                                                                    | 4   | 5 | 0 | 0 | 5 | 0  | −1.93 |
| Légende : Points - Victoires - Ties - Défaites - No Result - Net Run Rate |     |   |   |   |   |    |       |

### Super Six
Les six nations qualifiées à l'issue du premier tour jouent le Super Six : une poule unique dans laquelle chaque équipe ne rencontre que les trois équipes qu'elle n'a pas affronté au premier tour. Les points accumulés au premier tour face aux autres équipes qualifiées comptent.
Les quatre équipes les mieux classées à l'issue du Super Six sont qualifiées pour les demi-finales.
| Équipe                                                                    | Pts | J | V | T | D | NR | NRR   |
| ------------------------------------------------------------------------- | --- | - | - | - | - | -- | ----- |
| Pakistan                                                                  | 6   | 5 | 3 | 0 | 2 | 0  | 0.65  |
| Australie                                                                 | 6   | 5 | 3 | 0 | 2 | 0  | 0.36  |
| Afrique du Sud                                                            | 6   | 5 | 3 | 0 | 2 | 0  | 0.17  |
| Nouvelle-Zélande                                                          | 5   | 5 | 2 | 0 | 2 | 1  | −0.52 |
| Zimbabwe                                                                  | 5   | 5 | 2 | 0 | 2 | 1  | −0.79 |
| Inde                                                                      | 2   | 5 | 1 | 0 | 4 | 0  | −0.15 |
| Légende : Points - Victoires - Ties - Défaites - No Result - Net Run Rate |     |   |   |   |   |    |       |

### Tableau final
La demi-finale entre l'Australie et l'Afrique du Sud s'étant finie par un tie (score égal), l'Australie est qualifiée pour la finale au bénéfice de sa victoire sur l'Afrique du Sud durant le Super Six.
|  | Demi-finales                       | Demi-finales                       |          |     | Finale                    | Finale                    |
|  | Demi-finales                       | Demi-finales                       |          |     | Finale                    | Finale                    |
|  |                                    |                                    |          |     |                           |                           |
|  | 16 juin - Old Trafford, Manchester | 16 juin - Old Trafford, Manchester |          |     | 20 juin - Lord's, Londres | 20 juin - Lord's, Londres |
|  | 16 juin - Old Trafford, Manchester | 16 juin - Old Trafford, Manchester |          |     | 20 juin - Lord's, Londres | 20 juin - Lord's, Londres |
|  | 4 Nouvelle-Zélande                 | 241/7                              |          |     | 20 juin - Lord's, Londres | 20 juin - Lord's, Londres |
|  | 4 Nouvelle-Zélande                 | 241/7                              |          |     | 20 juin - Lord's, Londres | 20 juin - Lord's, Londres |
|  | 1 Pakistan                         | 242/1                              |          |     | 20 juin - Lord's, Londres | 20 juin - Lord's, Londres |
|  | 1 Pakistan                         | 242/1                              | Pakistan | 132 |                           |                           |
|  | 17 juin - Edgbaston, Birmingham    |                                    | Pakistan | 132 |                           |                           |
|  |                                    | Australie                          | 133/2    |     |                           |                           |
|  | 2 Australie                        | Australie                          | 133/2    | 213 |                           |                           |
|  | 2 Australie                        |                                    |          | 213 |                           |                           |
|  | 3 Afrique du Sud                   | 213                                |          |     |                           |                           |
|  | 3 Afrique du Sud                   | 213                                |          |     |                           |                           |